# Новотроицкий сельсовет (Идринский район)
Новотроицкий сельсовет - сельское поселение в Идринском районе Красноярского края.
Административный центр - село Новотроицкое.

## Население
| 2010 | 2012 | 2013 | 2014 | 2015 | 2016 | 2017 |
| ---- | ---- | ---- | ---- | ---- | ---- | ---- |
| 285  | ↘272 | ↘266 | ↘248 | ↘231 | ↘221 | ↘211 |

## Состав сельского поселения
В состав сельского поселения входят 2 населённых пункта:
| № | Населённый пункт | Тип населённого пункта       | Население |
| - | ---------------- | ---------------------------- | --------- |
| 1 | Зезезино         | деревня                      | 109       |
| 2 | Новотроицкое     | село, административный центр | 176       |

## Местное самоуправление
Новотроицкий сельский Совет депутатов
Дата избрания: 14.03.2010. Срок полномочий: 5 лет. Количество депутатов: 7
Глава муниципального образования
- Захаров Алексей Васильевич. Дата избрания: 14.03.2010. Срок полномочий: 5 лет